# Comin' home baby
Comin' home baby is een jazzstandard geschreven door Ben Tucker. Tucker schreef het als contrabassist in en voor het Dave Bailey-kwintet, waarvan hij deel uitmaakte. Na een eerste eigen opname kwam een kleine stroom aan covers op gang die tot op vandaag doorgaat. Herbie Mann en Quincy Jones waren er wat dat betreft vroeg bij. Ook Nederlandse vertegenwoordigers zijn onder de uitvoerenden te vinden in onder meer Jan Akkerman (1968) en Cees Schrama (1967).
Al vrij snel schreef Bob Dorough op verzoek van Tucker er voor Mel Tormé een tekst bij. Ook die versie werd, al zij het wat minder, gecoverd. De bekendste versie in die stapel is die van Michael Bublé, samen met Boyz II Men.

## Dave Bailey
Het kwintet onder leiding van Dave Bailey bestond uit:
- Frank Haynes – tenorsaxofoon
- Bill Hardman – trompet
- Billy Gardner – piano
- Ben Tucker – contrabas
- Dave Bailey – slagwerk

Zij namen Comin’ home baby op in het najaar 1961 voor het album 2 Feet in the Gutter. Het verscheen echter nooit als single.

## Mel Tormé
Mel Tormé nam het enigszins tegen zijn zin op op 13 september 1962 in New York. Claus Ogermann leverde het arrangement en The Cookies zongen op de achtergrond. Het is een van de weinige singles van Tormé die een aparte Nederlandse persing kregen. De B-kant verschilde dan ook van de andere uitgaven. Op die single uitgegeven door Bovema werd op de achterkant reclame gemaakt voor enige onwaarschijnlijke concurrenten als Johnny Jordaan (Buono notta bambino) en Imca Marina (Lass mein Herz nicht weinen).

## Casey & His Group
Begin jaren zeventig switchte de organist Cees Schrama van Philips Records naar Polydor. Hij kwam in die jaren in contact met manager en muziekproducent Fred Haayen van Golden Earring. Schrama speelde veelvuldig met de jongens van die band. Op deze obscure single zijn dan ook Rinus Gerritsen en George Kooymans te horen, aldus Leo Blokhuis in “zijn” uitgave 50 Jaar Nederpop Rare & Obscure. Een hit werd het niet, maar was wel als tune te horen voor de Tom Collins Show op Radio Veronica. Het is dan ook niet verwonderlijk dat het nummer de tipparade haalde van de Nederlandse Top 40, toen van Veronica.